# 板津宇平治
板津 宇平治（いたつ うへいじ、1864年（元治元年）6月28日 - 1928年（昭和3年）6月19日）は、岐阜県加茂郡富加町出身の政治家。

## 生涯
滝田で坂津家第16代当主として生まれる。1875年1月、滝田村法源寺住職板津玄妙和尚について、和漢学を修める。
1884年10月、村戸長役場に勤める。
1885年6月に第3師団歩兵隊に入営し、1888年4月に満期除隊となり、役場に就職。会議員、収入役、区長を併任した。
1894年9月17日、日清戦争に従軍し、朝鮮へ出兵し各地の守備隊として奮戦、1895年12月24日に帰還。
同戦役の功により勲八等瑞宝章を下賜。役場に再就職して、1897年4月1日、合併した初代富田村村長に就任して以来、30年間村政を行う。その間、郡会議員に選出され、郡議会長となる。加茂郡銀行の設立に貢献した。65歳で死去。